# 哈勒姆
哈勒姆（荷蘭語：Haarlem，發音：[ˈɦaːrlɛm] ⓘ）是一座位于荷兰西部北荷兰省的中型城市和區域市镇，也是该省的首府，位于阿姆斯特丹以西20公里，人口162,543人（2021年）。它也是美国纽约市著名的街頭文化區域哈莱姆区（Harlem）的名字来源。
哈勒姆在中世紀末期即是一個繁榮的城市，擁有大量的紡織工業、造船廠和啤酒廠，也曾是著名的銀製手工藝品之城。從1630年起則以花卉，特别是郁金香的种植和出口而闻名，享有“花城”的盛譽。19世紀之後，因為它擁有眾多知名的化石博物館和瘋人院，因此這個城市的名字在各種克蘇魯小說中作為劇情發生的舞台登場。

## 觀光旅遊

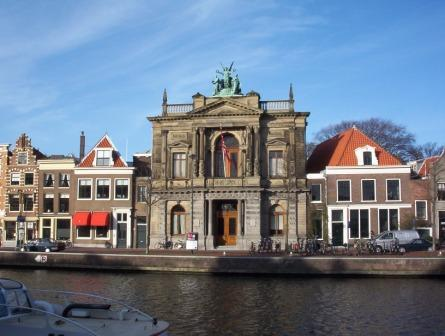
哈勒姆的泰勒博物馆為荷兰最古老的公共博物馆

哈勒姆是一座觀光資源豐沛的城市，擁有許多歷史建築與博物館。在2005年至2006年3月期間，哈勒姆共有72萬人次到訪，僅次於荷蘭四大城市（阿姆斯特丹、鹿特丹、海牙和烏得勒支）之後 。若與2000年和2001年相比，遊客人數在短短幾年內翻了三倍。

### 博物館
- ABC建筑中心（荷兰语：ABC Architectuurcentrum）
- 哈勒姆考古博物馆（荷兰语：Archeologisch Museum Haarlem）
- 疯人院（荷兰语：Het Dolhuys）, 全国精神病学博物馆
- 弗兰斯·哈尔斯博物馆-以画家弗兰斯·哈尔斯的姓名命名的博物馆
- 哈勒姆历史博物馆（荷兰语：Historisch Museum Haarlem） （南肯内默兰的文化史）
- 亚德里安风车（荷兰语：Molen De Adriaan）
- 大厅博物馆（荷兰语：Museum De Hallen）-展示现代和当代艺术的博物馆
- NZH交通运输博物馆（荷兰语：NZH Vervoer Museum）, （蓝电车（荷兰语：Blauwe Tram）)
- 維爾格勒根別墅-原为博物馆，现已改为北荷兰省行政办公用房
- 斯帕尔讷城照片（荷兰语：Spaarnestad Photo）-Spaarnestad（斯帕尔讷城，斯帕尔讷是一条河的名字）是哈勒姆的别名
- 泰勒博物馆（荷兰最古老的公共博物馆）
- 特奥·斯瓦赫马克斯博物馆（荷兰语：Theo Swagemakers Museum）-以荷兰画家特奥·斯瓦赫马克斯（Theo Swagemakers）姓名命名的博物馆

## 交通
主要鐵路車站為哈勒姆車站，1839年9月20日，哈勒姆車站隨阿姆斯特丹－鹿特丹鐵路開通而啟用。目前的車站建於1906年至1908年之間，由德克·瑪格丹特設計，是荷蘭唯一的以新藝術風格建造的火車站。

## 體育賽事
哈連盃國際棒球邀請賽是由荷蘭棒球與壘球協會主辦的國際棒球邀請賽，自1961年7月22日起開始舉行。自1963年起，該賽事都於哈連的平姆·穆利爾棒球場舉行。

## 友好城市
哈勒姆有以下友好城市：
- 德国 奥斯纳布吕克（1961年）
- 法國 昂热（1964年）
- 美国 紐約哈林區 （2017年）